# 九一色衆
九一色衆（くいっしきしゅう）は、戦国時代、江戸時代を通して続いた甲斐国の辺境武士団。

## 概要

### 九一色衆の起源
治承・寿永の乱より中道往還の古関町に関所が置かれた。

### 戦国時代
天正10年（1582年）3月、織田信長の武田征伐により甲斐武田家が滅亡し、3か月後の6月に本能寺の変で信長が死去したことにより起きた天正壬午の乱を経て武田遺領を確保した徳川家康は右左口に滞在して所役免除を行ったとされ、近世には家康への敬慕から御朱印祭が行われた。伝馬役を負担する代わりに駿甲間を往来しての海産物運輸に関する諸役を免除されていた。

### 武田氏の滅亡
中道往還の軍用道路としての役割が低下し、九一色衆である渡辺囚獄佑は家康から朱印状（天正10年7月23日『徳川家康朱印状』）を与えられ中道往還警護を務め、毎年7月23日の御朱印祭では人形芝居が行われた（右左口人形）。また、人形は往還を通じて駿河でも製作された。
(天正壬午起請文を参照)

### 江戸時代
江戸時代には中道往還は脇往還となり、右左口、精進、上井出の宿駅や本栖の口留番所が設置された。また、富士山麓の冷涼な気候が鮮魚輸送に適していることから、清水や沼津から水揚げされた海産物や塩などが甲斐に輸送された。
これにより、海の無い山梨県の名物が鮑の煮貝となった。